# Pulvinaria ericicola
Pulvinaria ericicola är en insektsart som beskrevs av Mcconnell 1949. Pulvinaria ericicola ingår i släktet Pulvinaria och familjen skålsköldlöss. Inga underarter finns listade i Catalogue of Life.